# Israel International 2007
Die Israel International 2007 im Badminton fanden vom 26. bis zum 28. April 2007 im Kibbuz Hatzor in der Nähe der Stadt Aschdod statt.

## Medaillengewinner
| Disziplin    | Gold                             | Silber                             | Bronze                              |
| ------------ | -------------------------------- | ---------------------------------- | ----------------------------------- |
| Herreneinzel | Sho Sasaki                       | Petr Koukal                        | Nicholas Kidd                       |
| Herreneinzel | Sho Sasaki                       | Petr Koukal                        | Riichi Takeshita                    |
| Dameneinzel  | Tracey Hallam                    | Elena Prus                         | Carola Bott                         |
| Dameneinzel  | Tracey Hallam                    | Elena Prus                         | Agnese Allegrini                    |
| Herrendoppel | Jochen Cassel Thomas Tesche      | Stilian Makarski Vladimir Metodiev | Erick Anguiano Pedro Yang           |
| Herrendoppel | Jochen Cassel Thomas Tesche      | Stilian Makarski Vladimir Metodiev | Jean-Michel Lefort Krasimir Yankov  |
| Mixed        | Valeriy Atrashchenkov Elena Prus | Claudia Mayer Heimo Götschl        | Konstantin Dobrev Maya Dobreva      |
| Mixed        | Valeriy Atrashchenkov Elena Prus | Claudia Mayer Heimo Götschl        | Parashkeva Neykova Stefan Lutzkanov |